# Cane Kanni
Il Kanni (கன்னி), che significa puro (noto anche come Maiden's Beastmaster), è una rara razza di cani da levriero indigena dell'India meridionale che si trova nello stato del Tamil Nadu. 
ll loro luogo di riproduzione nativo si trova intorno ai villaggi nei distretti di Tirunelveli e Thoothukudi. La razza è utilizzata principalmente per il coursing.
"Kanni" si riferisce alle varietà nero focato e nero e zibellino, mentre la varietà che ha un colore è conosciuta come cane Chippiparai. Tuttavia, alcuni esperti affermano che sia i cani Kanni sia quelli Chippiparai sono cani distinti.

## Storia
Il Kanni è un'antica razza autoctona di cani da caccia originaria delle Southern Uplands del Tamilnadu, in India, e non deve essere confusa con il Saluki, originario della Mezzaluna Fertile.
Kanni viene allevato selettivamente dal periodo medievale appositamente per la caccia alla lepre indiana e rimase in piccole sacche di territorio fino all'arrivo degli inglesi. Una volta arrivati gli inglesi, la popolarità dello sport da caccia del cane Kanni ha preso slancio con conseguente introduzione di cani Kanni nelle aree vicine fuori dalle particolari aree in cui era stato allevato nell'antico periodo medievale. Prima dell'arrivo degli inglesi, era utilizzato come strumento di caccia degli agricoltori.
All'inizio i cani Kanni esistevano solo in diverse zone del Tamilnadu meridionale, specialmente nei distretti meridionali come la maggior parte settentrionale di Tirunelveli, Tuticorin, parte meridionale di Virudhunagar.
I Kanni vivono in una zona a clima temperato. Hanno bisogno di spazio libero e del proprio territorio e non sono adatti alla vita cittadina. I kannis mangiano miglio, mais, jowar, porridge di riso con latte o cagliata e cibi non vegetali.